# Australopacifica alfordensis
Australopacifica alfordensis is een platworm (Platyhelminthes). De worm is tweeslachtig. De soort leeft in of nabij zoet water.
Het geslacht Australopacifica, waarin de platworm wordt geplaatst, wordt tot de familie Geoplanidae gerekend. De wetenschappelijke naam van de soort werd, als Geoplana alfordensis, voor het eerst geldig gepubliceerd in 1896 door Dendy.